# Joseph-Alexandre Castonguay
Joseph Alexandre Castonguay (24 avril 1877 dans la paroisse de Saint-Michel de Vaudreuil au Québec - 22 novembre 1972 à Ottawa) est un photographe canadien.

## Biographie
Joseph-Alexandre Castonguay est le fils de Charles-Chrysologue Castonguay et de Rose Vanier. Il épouse Bernadette Duguay (20 ans), son assistante le 15 septembre 1928 en l'église Notre-Dame-de-Grâce à Hull. Ils ont sept enfants.[réf. nécessaire]
Il commence sa carrière de photographe en 1903 à Ottawa comme photographe de baigneurs à Pointe-Gatineau. Il ouvre en 1910 son premier studio sur la rue Sussex à Ottawa[réf. nécessaire]. En 1912, celui de la rue Dalhousie jusqu'en 1929[réf. nécessaire]. Il publie une série de cartes postales de Rigaud vers 1915 (BANQ)[réf. nécessaire]. En 1934, son studio est détruit par un incendie[réf. nécessaire]. Il prend sa retraite en 1949 et il continue après cette date à exercer son métier de photographe. Il n'a pas suivi de cours en photographie et n'a travaillé pour aucun autre photographe professionnel.
Un fonds d'archives existe à la Bibliothèque et Archives Canada où sont conservés 46,291 photographies en noir et blanc de 1902 à 1960. Un autre fonds d’archives existe aux Centre d'archives de Vaudreuil-Soulanges. Admirateur du photographe new-yorkais Pirie MacDonald (en). Il fréquente les photographes William James Topley (en) et Yousuf Karsh[pas clair].